# Кінаш Зіновій Іванович
Зіновій Іванович Кінаш (нар. 25 березня 1971, м. Калуш, Івано-Франківська область, Українська РСР, СРСР — пом. 31 березня 2022) — головний сержант Збройних сил України, учасник російсько-української війни, що загинув у ході російського вторгнення в Україну в 2022 році.

## Життєпис
Зіновій Кінаш народився 1971 року в м. Калуші на Івано-Франківщині.
З початком війни повернувся з-за кордону додому. Він працював у Польщі. Відразу пішов у військкомат, а 6 березня відправився на передову. 25 днів він мужньо боровся з ворогом. На фронті відзначив свій 51-й день народження. 31 березня 2022 року ворожий снаряд забрав його життя. Траурна колона з Калуської центральної районної лікарні (Підгірки) містом пройшла 7 квітня. Урочисте прощання із Зіновієм Кінашем відбулося у рідному Калуші 8 квітня 2022 року. Поховали його поряд із калушанином Романом Мердухом на Алеї Слави на міському цвинтарі Калуша на Івано-Франківщині.

## Нагороди
- орден За мужність III ступеня (2022, посмертно) — за особисту мужність і самовіддані дії, виявлені у захисті державного суверенітету та територіальної цілісності України, вірність військовій присязі [6].